# Alomya
Alomya is een geslacht van gewone sluipwespen (Ichneumonidae). De wetenschappelijke naam werd gepubliceerd door Georg Wolfgang Franz Panzer in 1806. Panzer bracht Alomya debellator als eerste soort in dit geslacht onder. Deze was oorspronkelijk door Johan Christian Fabricius Cryptus debellator genoemd.

## Soorten
- Alomya cheni
- Alomya debellator
- Alomya japonica
- Alomya punctalata
- Alomya pygmaea
- Alomya semiflava
- Alomya telenga
- Alomya punctulata